# Toccata e fuga "dorica"
La toccata e fuga in re minore "dorica" (BWV 538) è un brano organistico composto a Lipsia da un ormai maturo Johann Sebastian Bach.

## Toccata
È notevole l'assenza del si bemolle in chiave, che pure la tonalità di re minore richiede. Ciò può essere considerato come un tributo ai maestri cinque-seicenteschi, la cui musica, ancora indissolubilmente legata all'arte rinascimentale e ai modi gregoriani, non necessitava, salvo rarissimi casi, di alterazioni in chiave (bisogna ricordare che la particolare accordatura degli antichi strumenti permetteva di utilizzare un numero decisamente ristretto di tonalità); proprio l'assenza del si bemolle dall'armatura ha fatto accostare la composizione al modo dorico, da cui il soprannome.
Il brano presenta un'altra particolarità: è uno dei pochi (assieme alle trascrizioni di concerti orchestrali) nei quali l'alternanza di due manuali (Hauptwerk, ossia grand'organo, e Rückpositiv, cioè positivo tergale) è esplicitamente richiesta dall'autore, generalmente avaro di indicazioni di esecuzione.
Dal punto di vista formale, il brano, assai lontano dallo "stile fantastico" delle toccate buxtehudiane, si presenta come un "moto perpetuo". Tale effetto è generato dal susseguirsi di figurazioni di sedicesimi eseguite alternativamente da manuali e pedale.

## Fuga
Al carattere spiccatamente strumentale della toccata, Bach contrappone una fuga di gusto vocale. Il tema, assai severo, ben si adatterebbe anche per un mottetto a quattro voci.
A ben guardare, però, anche la fuga, gradualmente, si trasforma, sul finire, in un brano di carattere strumentale.